# Fritz Egli

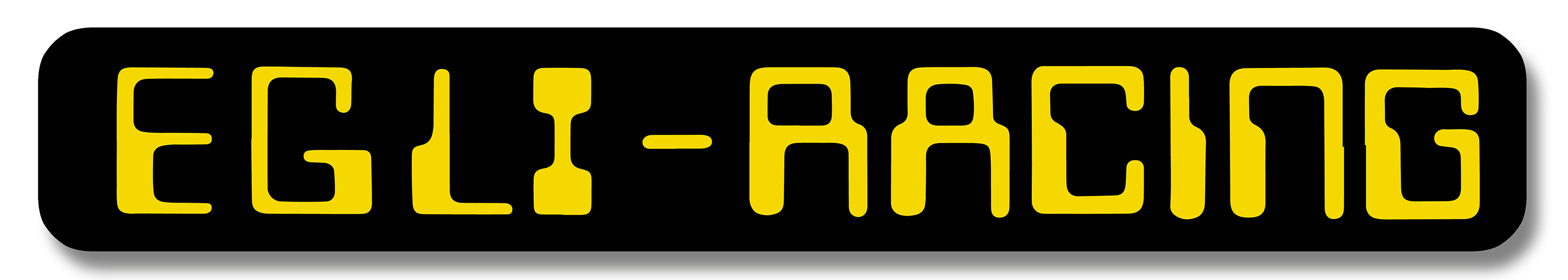
Logo-Schriftzug von EGLI, wie er in verschiedenen Variationen (oft in Verbindung mit dem Namen des Motorherstellers) auf den Maschinen verwendet wurde

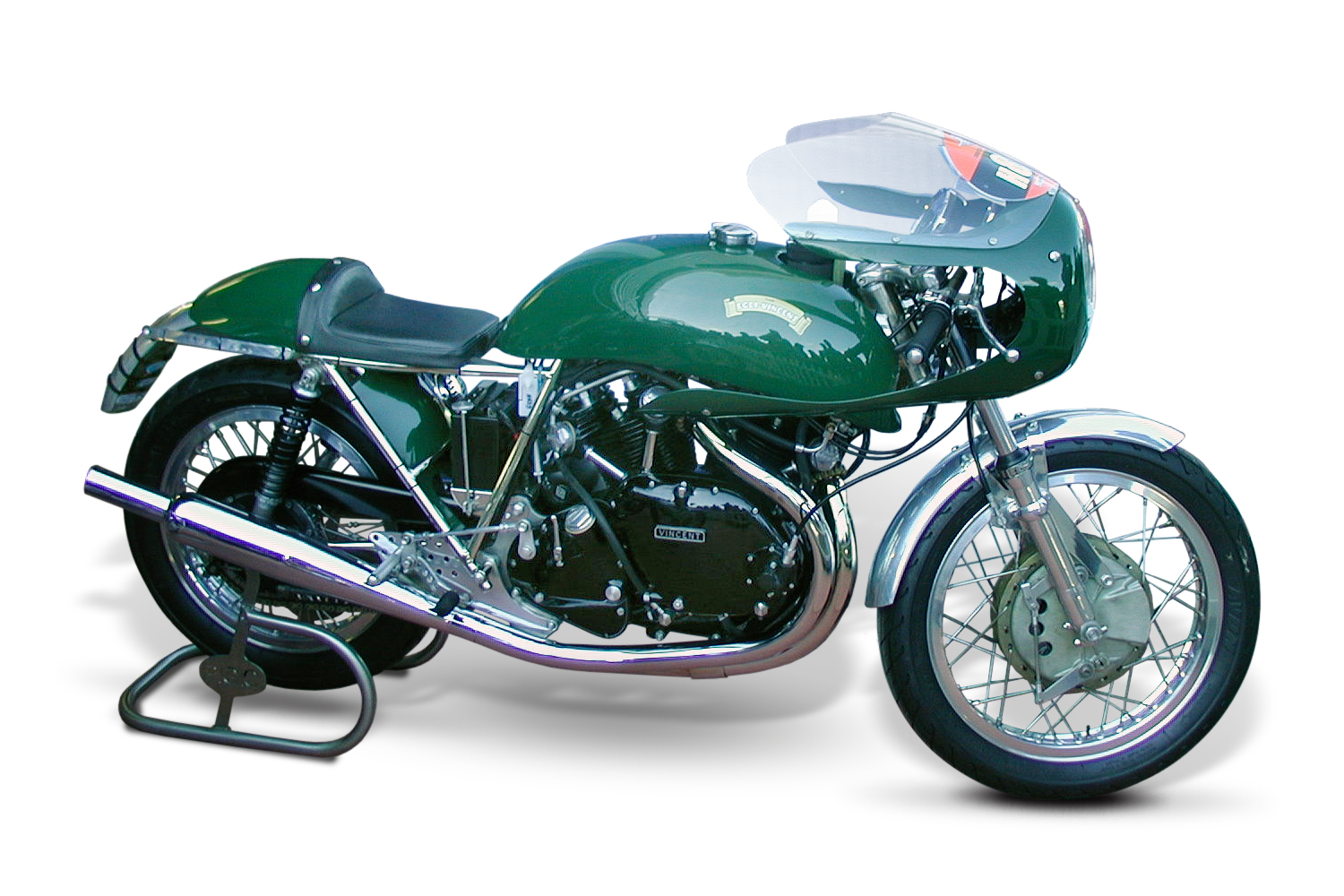
Eine frühe Egli-Vincent (1969)

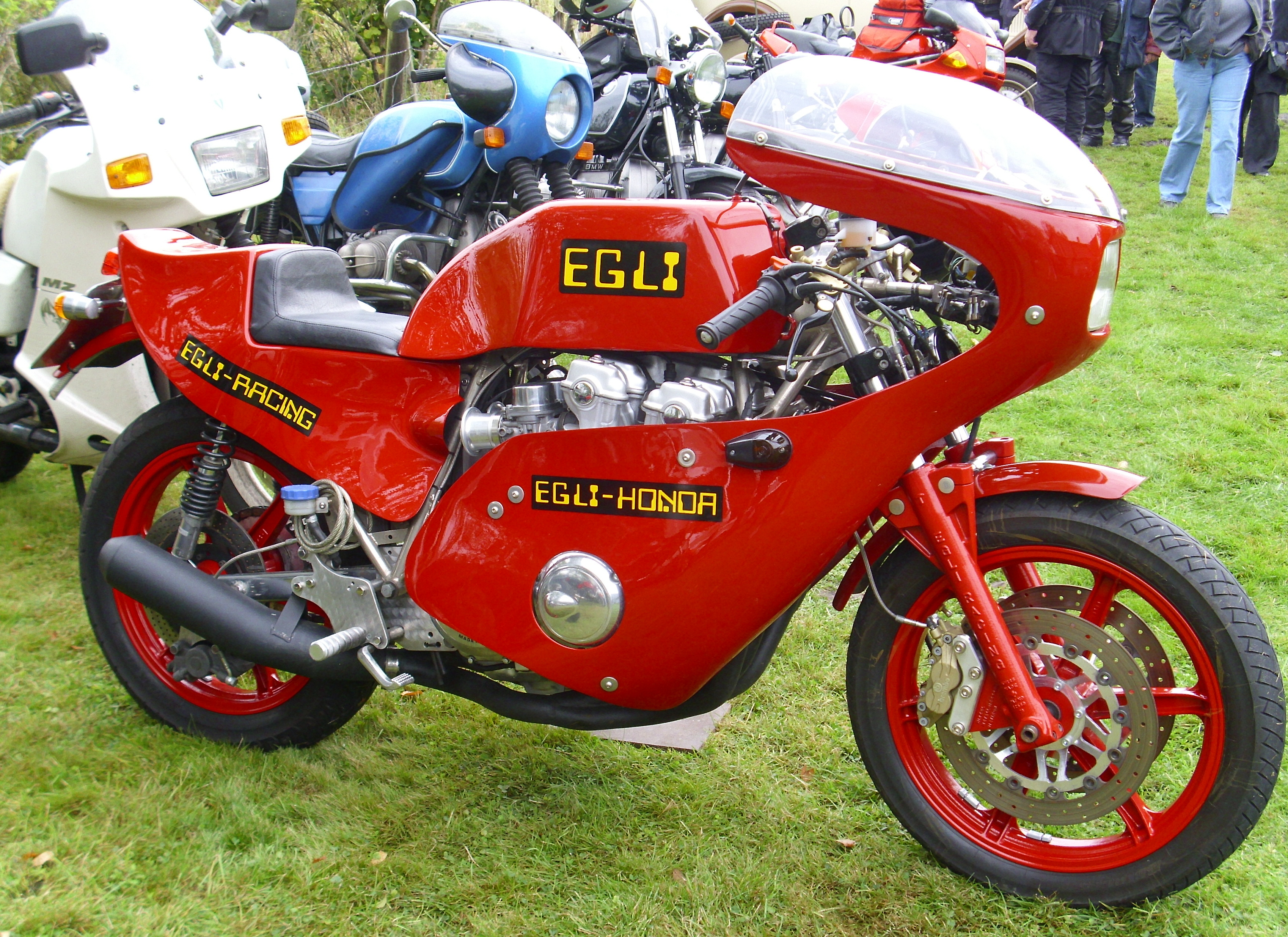
Egli-Honda auf Basis der CB750 (1978)

Fritz Walter Egli (* 30. Juni 1937 in Zürich) ist ein früherer Schweizer Motorradrennfahrer, Weltrekordinhaber und Motorradhersteller. 

## Geschichte
1967 gründete Fritz Egli eine Motorradwerkstatt, in der er eine Vincent Black Shadow überarbeitete und mit einem Zentralrohrrahmen versah. Mit dieser Maschine gewann Egli zahlreiche Bergrennen und wurde 1968 Schweizer Meister. Er beendete seine Rennkarriere und spezialisierte sich auf die Entwicklung exklusiver Motorräder mit leistungsstarken Maschinen in optimal abgestimmten Fahrwerken. 
Bekannt wurde er durch Spezialumbauten japanischer Motorräder der 1970er-Jahre, vor allem auf Basis der Honda CB 750 Four, der Honda CBX („Egli Red Baron“) und den großen Viertakt-Motoren der Kawasaki Z-Baureihe. Deutliche Fahrwerksunruhen hatten sich bei den nun erreichbaren hohen Geschwindigkeiten aufgrund von Fahrwerksmängeln dieser Maschinen ergeben. Egli nahm die japanischen Antriebe und baute sie in eigene stabile Rahmenkonstruktionen ein. Charakteristisch für den Egli-Rahmen ist das Zentralrohr mit einem Durchmesser von ca. 100 mm und die Verwendung gerader Streben, die nur auf Zug oder Druck beansprucht werden. Egli war nicht der Erfinder dieser Rahmenbauweise, sie wurde aber durch ihn populär. Anfangs mit einer Ceriani-Teleskopgabel, später mit Egli-Gabelstabilisator und Elektron-Gussrädern ausgerüstet, wurden Egli-Motorräder überwiegend in rot ausgeliefert. Fritz Egli war später ein Importeur der indischen Enfield-Motorräder aus Madras/Indien, die nach dem Import auf Qualitätsmängel durchgesehen, überarbeitet und verbessert werden.
Ab 2015 war Alexander Frei Eigentümer von Egli Motorradtechnik. Erstes Egli-Motorrad der neuen Ära war 2017 ein sogenannter Café-Racer mit neu konstruiertem Rahmen und Yamaha-XJR-1300-Motor. Der Motor verfehlte jedoch die Einstufung in die Schadstoffklasse Euro 3, so dass nur sechs dieser Motorräder gebaut und verkauft wurden; der Preis betrug mehr als 50.000 Franken. 2018 erschien eine Rennmaschine für die Classic-TT auf der Isle of Man mit von Egli gebautem 500-cm³-Einzylindermotor. Im August 2023 kündigte Egli die Schliessung des Unternehmens an. Die Geschäftsübergabe unter anderem aus Alters- und Gesundheitsgründen sei schon für 2020 geplant gewesen, jedoch habe sich kein Nachfolger gefunden. Im Dezember 2023 wurden die Materialien der Werkstatt sowie einige Motorräder versteigert. Im deutschen Hargesheim wurden einige Egli-Memorablia für ein Museum gesammelt.

## Der „EGLI-Rahmen“

Planskizze mit den Grundelementen des EGLI-Zentralrohrrahmen

Das Grundkonzept des, bei Egli entwickelten, Zentralrohrrahmens ist ein möglichst einfacher Aufbau, der ein „aufwendiges Rohrgeflecht“ wie zum Beispiel bei den Gitterrohrrahmen (wie sie Ducati verwendet) vermied. Das Chassis der ersten Modelle bestand lediglich aus einem 100 mm starken Zentralrohr aus Präzisionsstahl direkt über dem damals verwendeten V-Motor, das gleichzeitig als Öltank diente, und einem Rohrdreieck für das Rahmenheck, diese Rohre hatten einen Außendurchmesser von 30 mm. Von Anfang an war der Motor ein mittragendes Teil, das am Zylinder mit dem Zentralrohr verschraubt und hinten über stabile Halteplatten mit dem Rahmenheck verbunden wurde. Über die Jahre und die verschiedenen Modelle wurde an diesem Grund-Layout nur wenig verändert, wie zum Beispiel die Aufnahmepunkte für verschiedene Hinterradschwingen.

## Bekannte Modelle

### MRD1
Eines seiner bekannten Straßenmotorräder war die Egli MRD 1 auf Basis der Kawasaki Z1, die durch Aufbohren auf 1016 cm³ und mit einem Abgasturbolader von ATP auf eine Leistung von bis zu 180 PS (132 kW) gebracht wurde. Die 155-PS-Version (114 kW) mit einem Ladedruck von 0,69 bar erreichte 1979 eine Beschleunigung von 0 auf 200 km/h in 7,1 Sekunden und eine Höchstgeschwindigkeit von 297 km/h; Werte die erst 1999 von einem Serienmotorrad, der Suzuki Hayabusa 1300 übertroffen wurden. Fernsehkoch Horst Lichter ist einer der wenigen Besitzer einer MRD1, von der „eine Handvoll“ gebaut wurden. Anmerkung: die unten abgebildete MRD1 ist mit einer zusätzlichen Lachgaseinspritzung (erkennbar an der blauen Flasche im Heck) ausgestattet.

### Red Baron
Ebenfalls ein berühmtes Straßenmotorrad war die EGLI-CBX 1000 Red Baron auf Basis der Honda CBX, die durch Aufbohren auf 1047 cm³ und mit einer Leistung zu 122 PS gebracht wurde. Sie besitzt ebenfalls einen Zentralrohrrahmen mit Cantilever-Hinterradschwinge. Einer der 50 Besitzer ist wiederum Fernsehkoch Horst Lichter.

### Egli-Colani
1986 entwickelte Egli zusammen mit dem Designer Luigi Colani die Egli-Colani, eine Rennmaschine mit Stromlinienverkleidung auf Basis der MRD 1. Dieser ungewöhnliche Entwurf bezog auch das Vorderrad und den Fahrer als Träger eines Teils der Verkleidung mit ein. In dem Zentralrohrrahmen hing ein Kawasaki-Z900-Motor, dessen bereits auf 1016 cm³ erweiterter Hubraum nochmals auf 1425 cm³ „aufgebohrt“ wurde. Zusammen mit dem Turbolader konnte so eine Leistung von 300 PS (221 kW) erreicht werden. Am 6. Dezember 1986 wurde damit ein Geschwindigkeitsrekord über 10 km mit stehendem Start von 272,414 km/h erzielt.
Bei der Rekordfahrt des 21 Jahre alten Urs Wenger (eines Angestellten von Egli) auf der Hochgeschwindigkeitspiste in Nardò wurde die Verkleidung nicht eingesetzt: „Wegen unberechenbaren Seitenwinden war es dann leider zu gefährlich, mit Colanis Verkleidung zu fahren. Wir beschlossen, sie abzunehmen, erhöhten zur Kompensation den Ladedruck und die Motorleistung und beschlossen, so anzugreifen“. (Zitat: Fritz Egli)

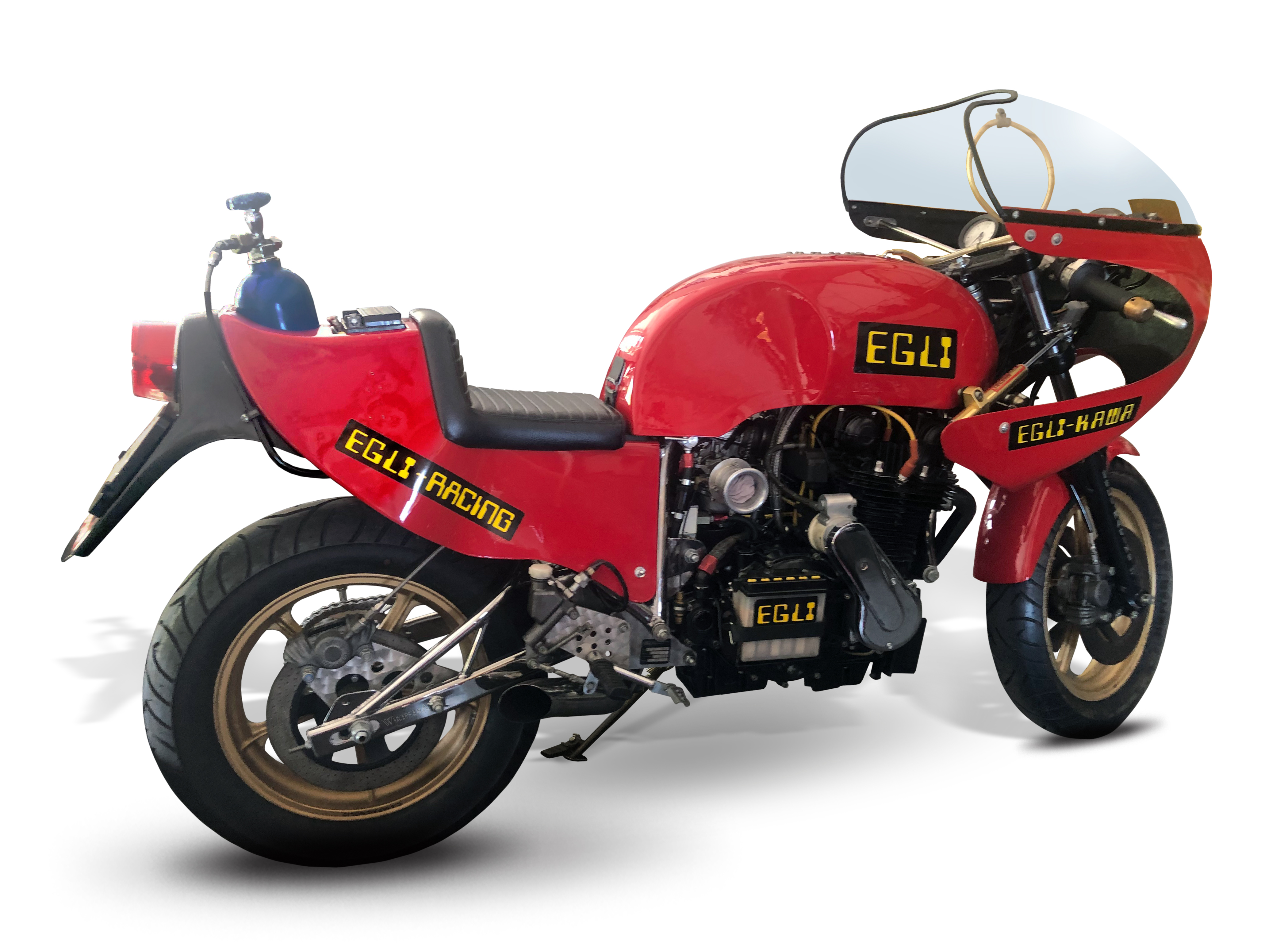
EGLI-Kawasaki MRD1 (1981)
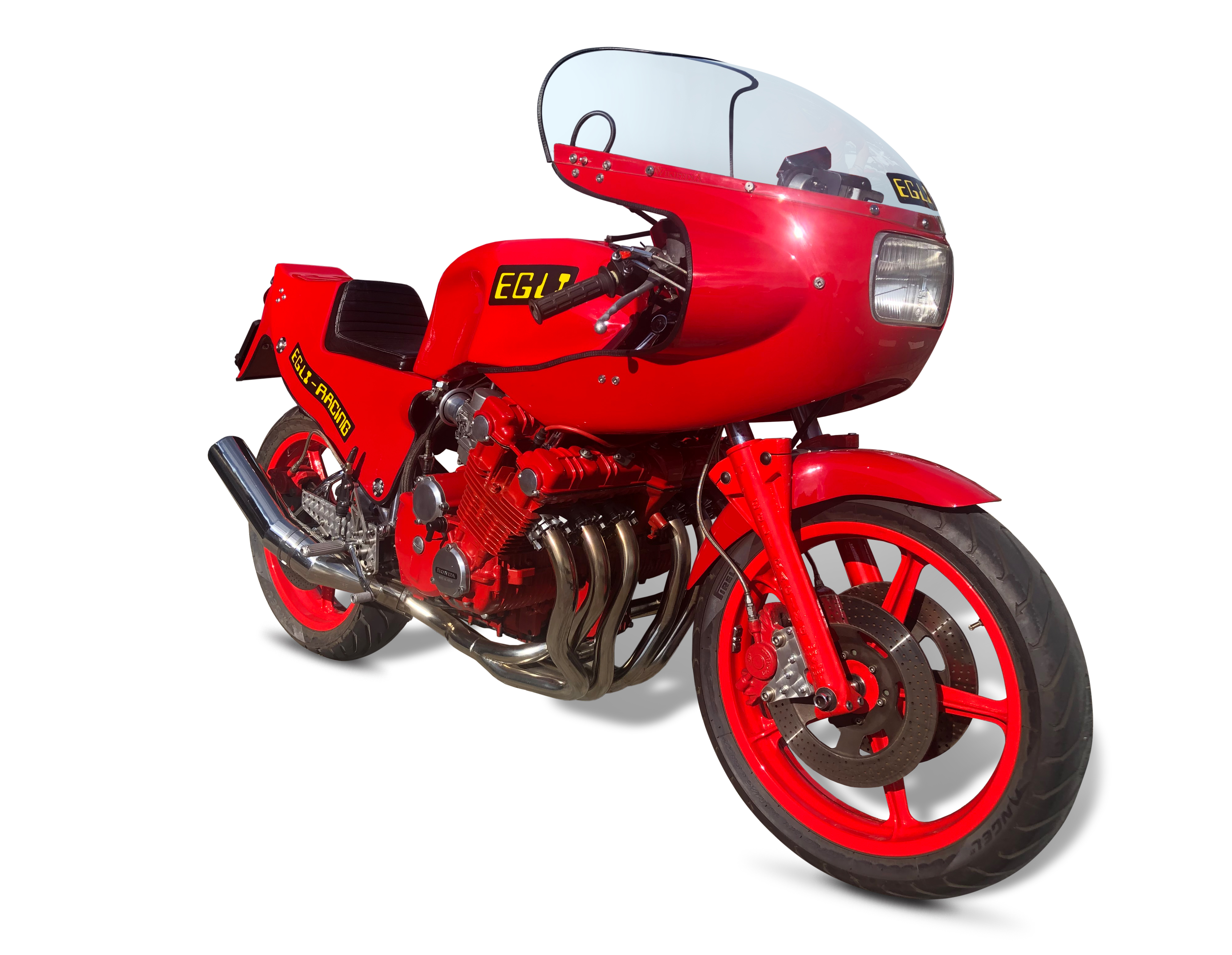
EGLI-Honda Red Baron (1981)
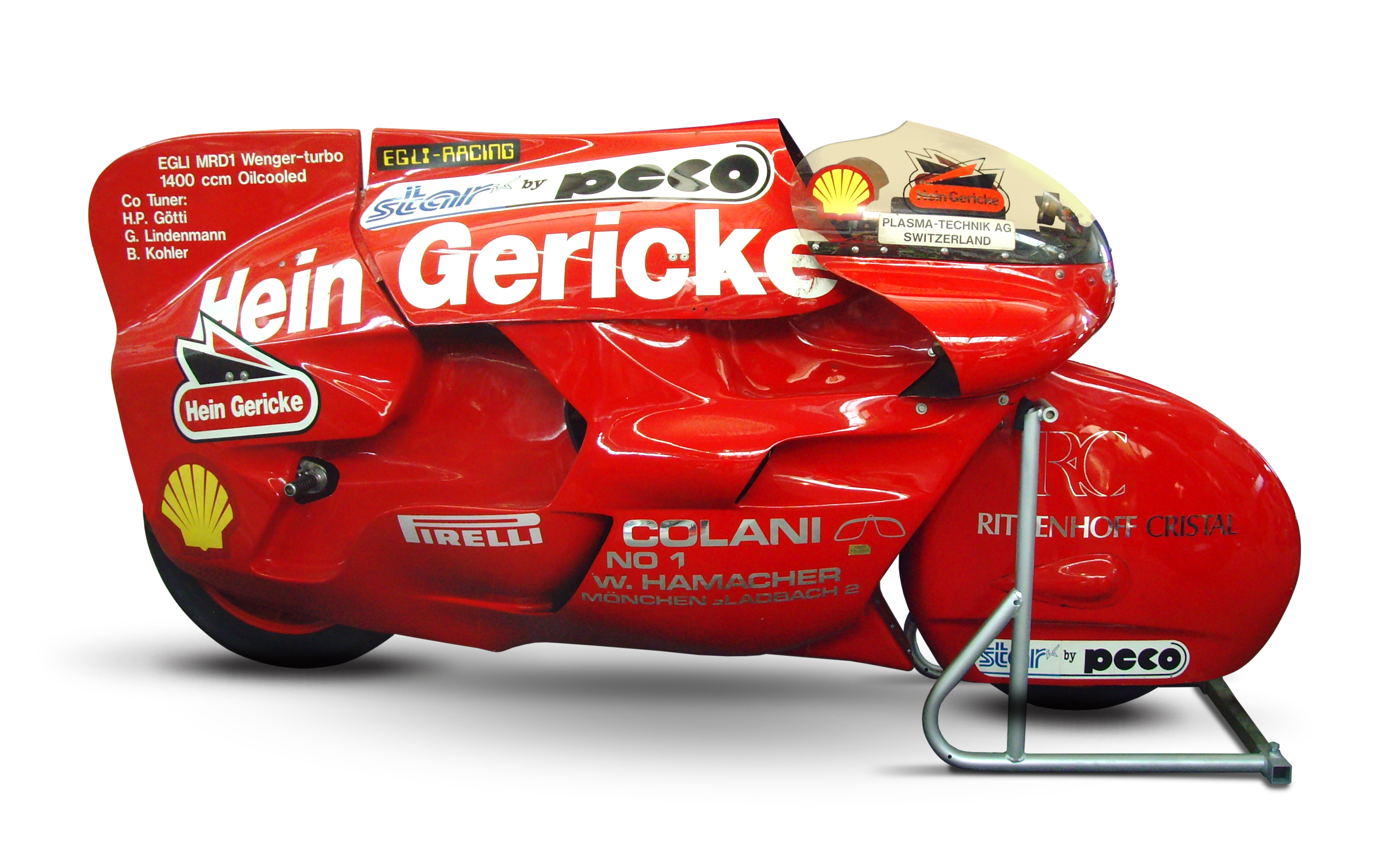
EGLI-Colani-Bike (1986)

## Allgemeine Modellübersicht

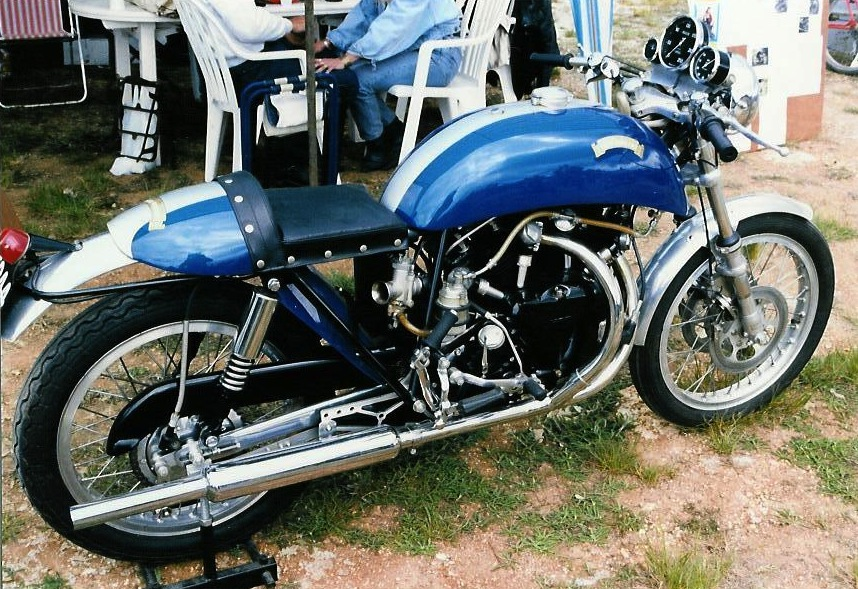
Egli-Vincent 1000 Black Shadow aus der Anfangsphase des Unternehmens (1967)

Zu den bekanntesten Motorrädern, die Fritz Egli gebaut hat, zählen die Egli-Vincent, von denen zwischen 1967 und 1972 etwa 100 Stück hergestellt wurden. Sie werden oft als der beste Cafe Racer dieser Ära bezeichnet. Hervorragende „Replicas“ der Egli-Vincent wurden in Frankreich im Betrieb des 2018 verstorbenen Patrick Godet hergestellt.
Weitere bemerkenswerte Modelle sind Maschinen auf der Basis Egli-Suzuki, Egli-Kawasaki und Egli-CBX1000. Es gab auch Rahmen für die Yamaha TZ-Serie in verschiedenen Ausführungen. Die nachfolgende Liste bietet eine Übersicht der Motorräder die seit 1972 produziert wurden (ohne den Anspruch der absoluten Vollständigkeit).
| Basis ( Motor o. Modell)                      | Produktionszeit (bei Egli) | Rahmen-Kürzel | Gebaute Exemplare |
| --------------------------------------------- | -------------------------- | ------------- | ----------------- |
| BMW K 100                                     | 1984 bis 1989              | EB            | 10                |
| BMW R 100                                     | ab 1995                    | EB            | 2                 |
| Ducati 750                                    | 1973 bis 1974              | ED            | 10 (15)           |
| Ducati 750 / Ducati 900                       | 1989 bis 1990              | ED-9C         | 20 (25)           |
| Harley-Davidson                               | –                          | –             | 1                 |
| Honda VF1000F / Honda VF1000R                 | 1984                       | –             | 4                 |
| Honda CB 900 / Honda CBR 1100                 | ab 1978                    | EH9-C         | 500               |
| Honda CBX 1000 (= Red Baron)                  | 1979 bis 1990              | EHI0-C        | 50                |
| Honda Einzylinder                             | 1982 bis 1985              | ES1-C-H       | –                 |
| Honda 1000GW                                  | 1977                       | –             | 1                 |
| Kawasaki Z900 (erweit. auf 1000 cm³)          | 1973 bis 1979              | EK9           | 400               |
| Kawasaki Z1000 (erweit. auf 1100 cm³)         | ab 1979                    | EK9-C         | 600               |
| Kawasaki Z900 (erweit. auf 1100 cm³) (= MRD1) | ab 1979                    | EK9-C-T       | 40                |
| Morbidelli 250                                | 1976 bis 1977              | EM            | 20                |
| Rotax 250                                     | 1982 bis 1983              | –             | 2                 |
| Royal Enfield 500 (Egli als Importeur)        | –                          | –             | 1                 |
| Royal Enfield 750                             | –                          | –             | 1                 |
| Suzuki 750 / Suzuki 1100                      | ab 1982                    | ESI0-C        | 300               |
| Yamaha TZ 250 / Yamaha TZ 350                 | 1975 bis 1977              | EY            | 20                |
| Yamaha TZ 750                                 | 1976 bis 1977              | EY            | 10                |
| Yamaha Einzylinder                            | 1982 bis 1985              | ES1-C-Y       | 30*               |

Quelle:  Classic Bike Magazin (UK) Juni 2000